# Lituania en los Juegos Olímpicos de Barcelona 1992
Lituania estuvo representada en los Juegos Olímpicos de Barcelona 1992 por un total de 47 deportistas que compitieron en 11 deportes.  
El portador de la bandera en la ceremonia de apertura fue el nadador Raimundas Mažuolis.

## Medallistas
El equipo olímpico lituano obtuvo las siguientes medallas:
| Nombre        | Deporte    | Competición |
| ------------- | ---------- | ----------- |
| Oro           |            |             |
| Romas Ubartas | Atletismo  | Disco M     |
| Plata         |            |             |
| —             |            |             |
| Bronce        |            |             |
| Equipo        | Baloncesto | Torneo M    |